# 合江州
合江州，南宋时设置的州。
治所在今贵州省三都水族自治县西南。辖境约今贵州省三都水族自治县、独山县等地。元朝时，改为合江州长官司，属都云安抚司。